# Geostachys densiflora
Geostachys densiflora är en enhjärtbladig växtart som beskrevs av Henry Nicholas Ridley. Geostachys densiflora ingår i släktet Geostachys och familjen Zingiberaceae. Inga underarter finns listade i Catalogue of Life.